# 广九铁路石龙南桥
23°06′13″N 113°50′32″E / 23.10361°N 113.84222°E
广九铁路石龙南桥位于中国广东省东莞市石龙镇，跨越东江南支，是广东现存最早的铁路桥，2013年3月被列为第七批全国重点文物保护单位。
东江在石龙镇进入三角洲地区，分为南北两支。广九铁路在石龙镇由北向南，先后跨越东江北支和南支，分别建有北桥和南桥。南桥为单线铁路大桥，钢石木混凝土混合结构，全长274.8米，始建于1907年，1911年全部建成并通车。2007年3月在南桥下游数十米新建的铁路桥建成通车，南桥所在的铁路线废弃停运。

## 图集

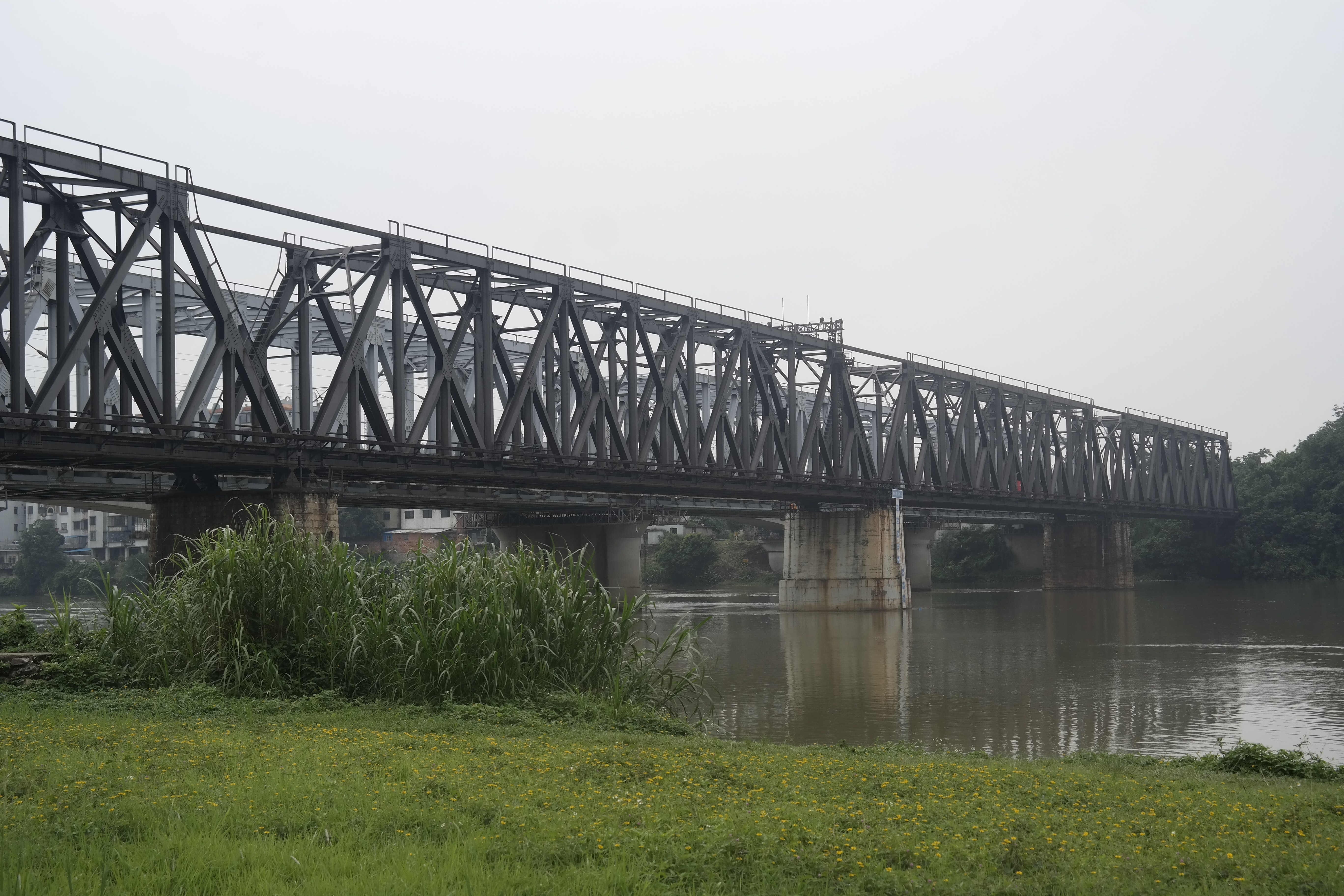
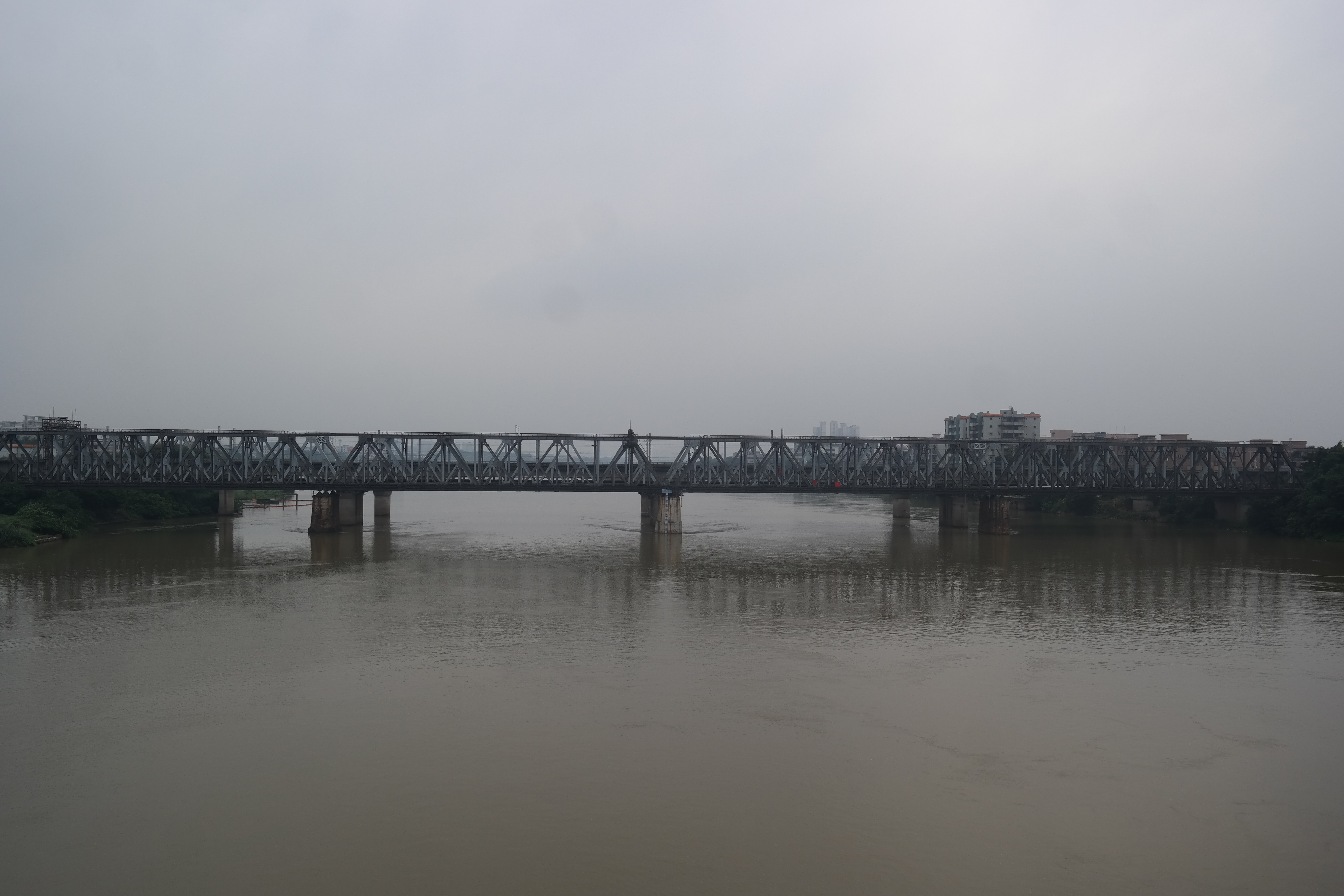
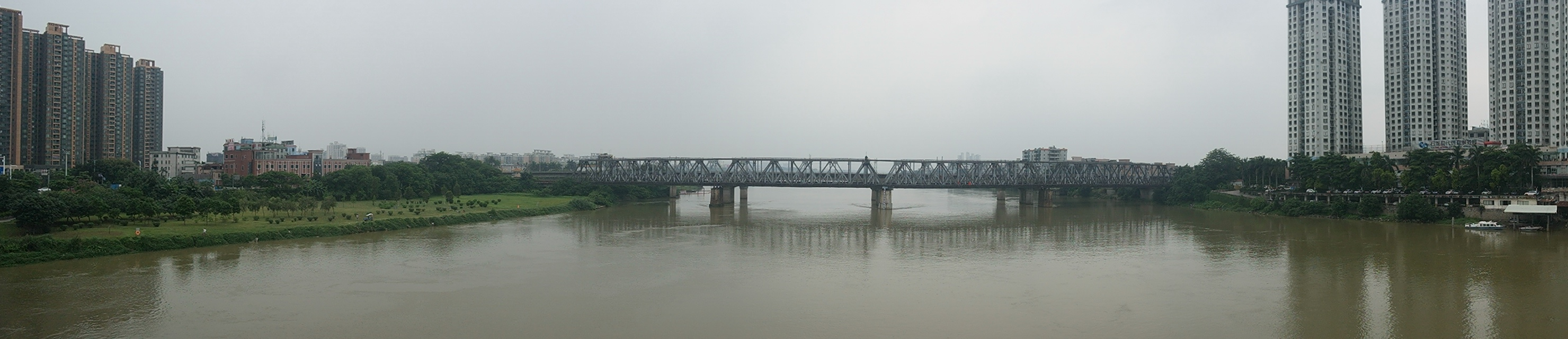
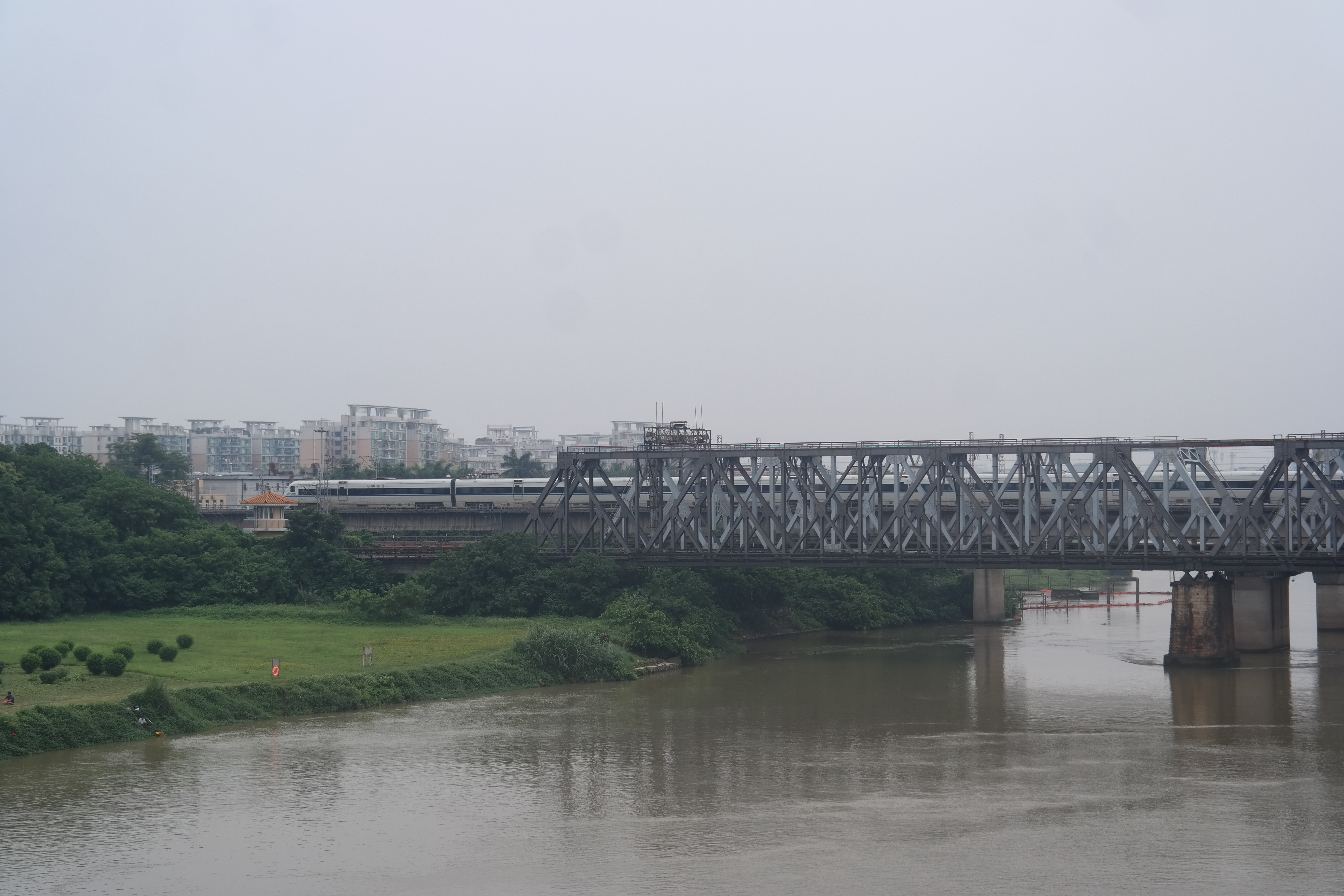
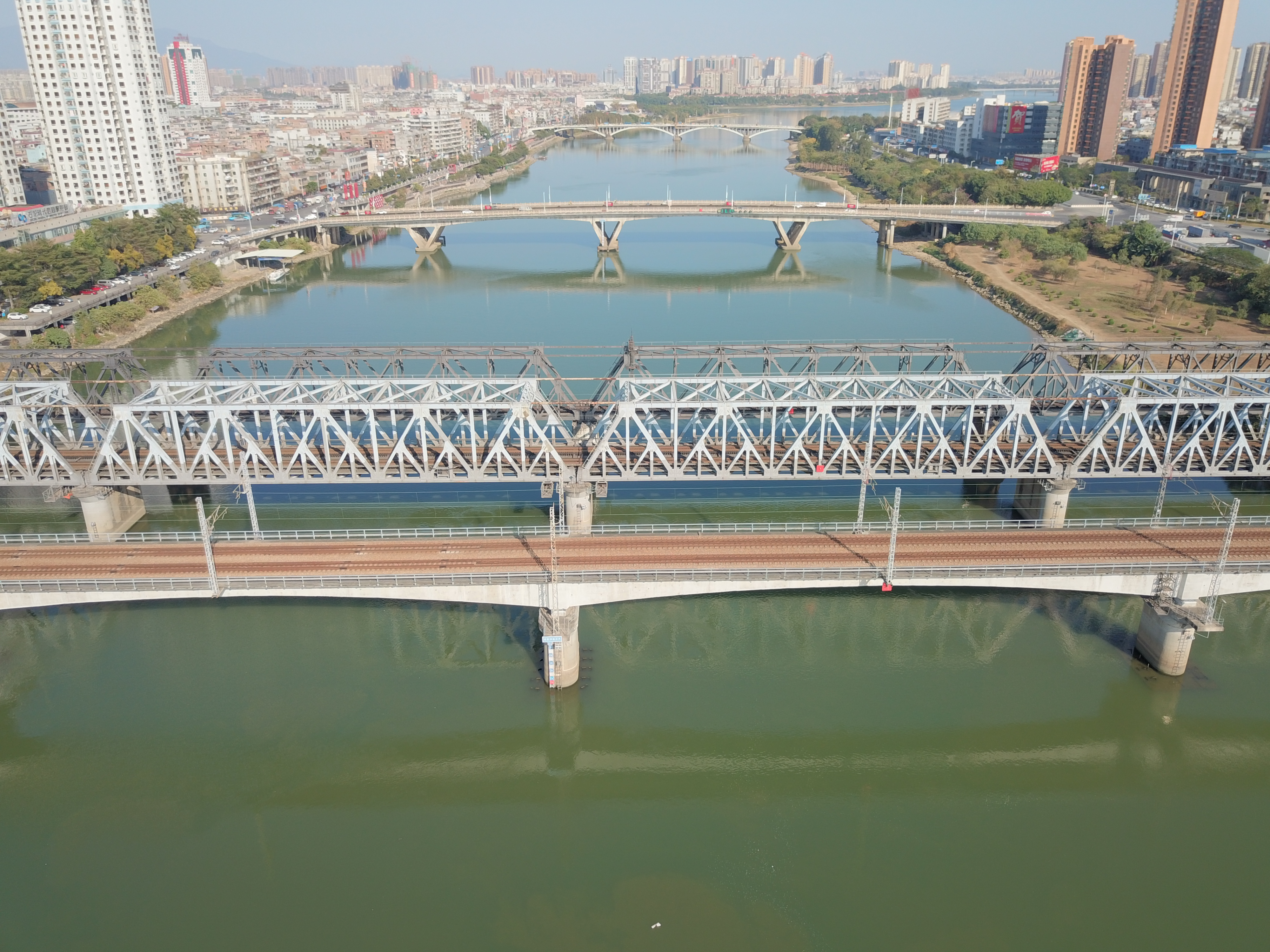